# قاعده ۱۸ الکترون
قاعده ۱۸ الکترون (به انگلیسی: 18-electron rule) یک قاعده سرانگشتی شیمیایی است که در درجه اول برای پیش‌بینی و توجیه منطقی فرمولِ کمپلکس‌های پایدار فلزات واسطه، به ویژه ترکیبات آلی فلزی استفاده می‌شود. این قاعده بر این اساس استوار است که اوربیتال‌های ظرفیت فلزات واسطه از پنج اوربیتال d، یک اوربیتال s و سه اوربیتال p تشکیل شده‌اند که می‌توانند در مجموع ۱۸ الکترون را به صورت جفت الکترون پیوندی یا غیرپیوندی در خود جای دهند. این بدان معنی است که ترکیبی از این نه اوربیتال اتمی با اوربیتال‌های لیگاند، نه اوربیتال مولکولی ایجاد می‌کند که یا پیوند لیگاند-فلزی هستند یا به شکل غیرپیوندی هستند. هنگامی که یک کمپلکس فلزی دارای ۱۸ الکترون ظرفیت است، گفته می‌شود که آرایش الکترونی گاز نجیب هم‌دوره خود را بدست آورده‌است. این قاعده برای کمپلکس‌های فلزات غیر واسطه، مفید نیست. قاعده ۱۸ الکترون اولین بار توسط شیمیدان آمریکایی، ایروینگ لانگمویر در سال ۱۹۲۱ مطرح شد.

## جهت مطالعه
- Tolman, C. A. (1972). "The 16 and 18 electron rule in organometallic chemistry and homogeneous catalysis". Chem. Soc. Rev. 1 (3): 337. doi:10.1039/CS9720100337.